# 安哈尔特地区科斯维希
安哈尔特地区科斯维希（德語：Coswig (Anhalt)），简称科斯维希（德語：Coswig，發音：[ˈkɔsvɪç] ⓘ），是德国萨克森-安哈尔特州维滕贝格县的城市，面积295.75平方千米，2023年12月31日人口为11,468人。